# Вуканович, Татомир
Татомир Вуканович (серб. Татомир Вукановић; род. 2 декабря 1907 года, Вране, Королевство Сербия — 2 ноября 1997 года, СРЮ) — сербский этнолог.
Родился во Вране, Южная Сербия, он изучал историю, фольклор и культуру сербов и цыган Югославии в целом, и Косово в частности. Также занимался гендерными вопросами, в частности клятвенными девственницами. Вуканович был геем, что в гомофобной Социалистической Югославии привело к его маргинализации как ученого и уходу с авторитетных позиций, к чему он стремился как партизанский старшина Иосипа Броз Тито.